# کارلوس گونزالس (بازیکن بسکتبال)
کارلوس گونزالس (انگلیسی: Carlos González; ۱ ژانویهٔ ۱۹۳۰ – ۱۸ ژوئیهٔ ۱۹۷۱) بازیکن بسکتبال اهل اروگوئه بود.